# Frank Borman
Frank Frederick Borman II (Gary, 14 de març de 1928 - 7 de novembre de 2023) fou un astronauta de la NASA, recordat pel seu paper com a comandant de l'Apol·lo 8, la primera missió del Programa Apollo que va circumnavegar la Lluna.
Això en fa, juntament amb companys de tripulació Jim Lovell i William Anders, els primers de només 24 homes que ho farien. Va ser també l'executiur en cap (CEO) de la companyia aèria Eastern Air Lines, del 1975 al 1986. Frank Borman va rebre la  Medalla Honor del Congrés de tecnologia espacial. A la minisèrie de la cadena de televisió HBO De la Terra a la Lluna, Borman va ser representat per l'actor David Andrews.